# Jeroen Duyster
Jeroen Tarquinis Cornelis Duyster (ur. 27 sierpnia 1966) – holenderski wioślarz, sternik. Złoty medalista olimpijski z Atlanty.
Zawody w 1996 były jego jedynymi igrzyskami olimpijskimi. Wspólnie z kolegami triumfował w ósemce. W ósemce był również srebrnym medalistą mistrzostw świata w 1994 i 1995.
Jego siostra Willemijn także była medalistka olimpijską.